# Zygmunt Skoczyński

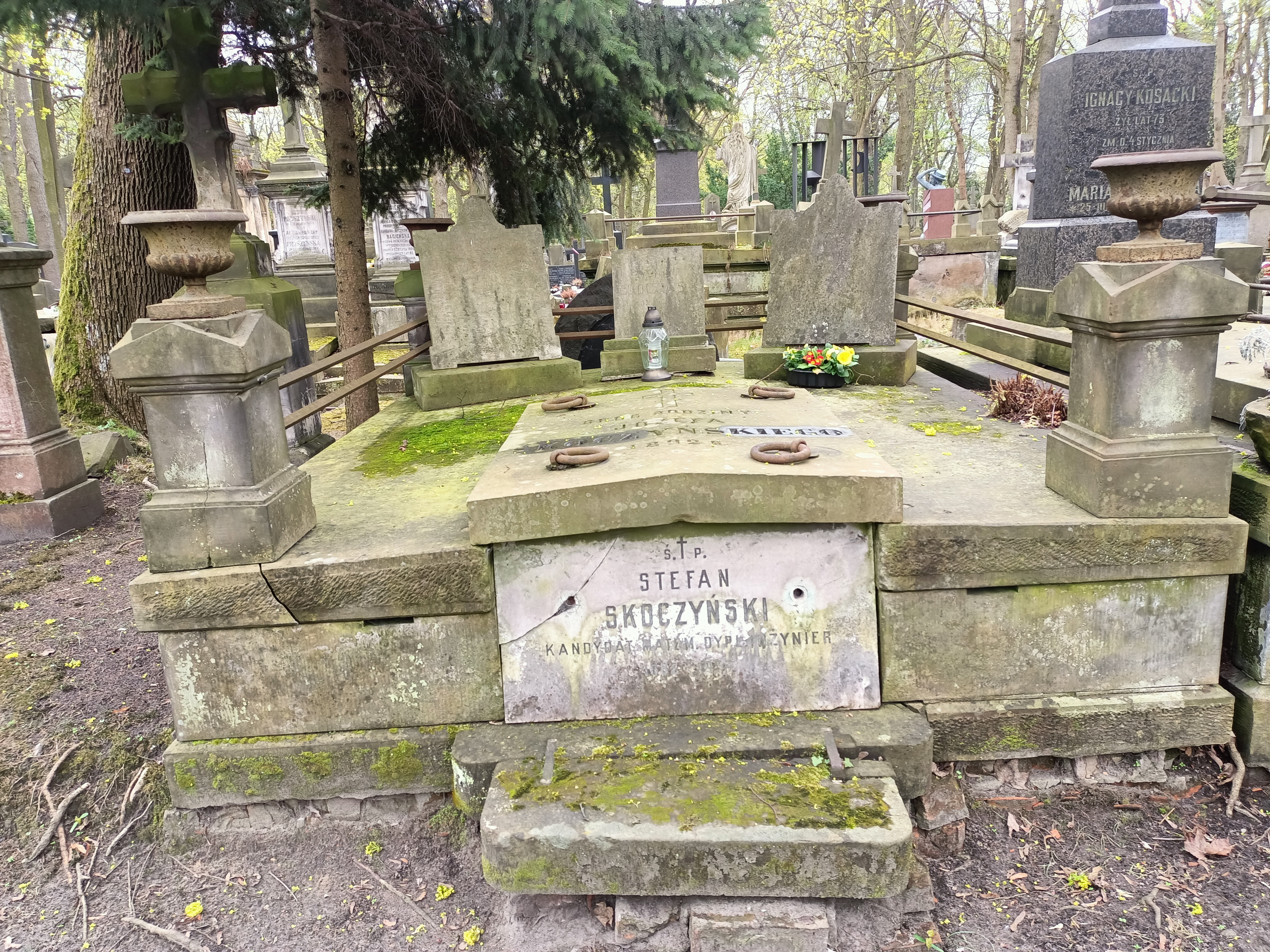
Grób Zygmunta Skoczyńskiego na cmentarzu Powązkowskim w Warszawie

Zygmunt Jan Skoczyński (ur. 12 września?/25 września 1917 w Kijowie, zm. 29 października 1964 w Warszawie) – polski inżynier elektryk, profesor Instytutu Elektrotechniki i Politechniki Warszawskiej.

## Życiorys
Urodził się w rodzinie Stefana (1882–1934), inżyniera mechanika, i Haliny z Haenselów. Absolwent X promocji (1935–1936) Szkoły Podchorążych Rezerwy Kawalerii w Grudziądzu. Praktykę odbył w 2 pułku szwoleżerów w Starogardzie. Na stopień podporucznika rezerwy został mianowany ze starszeństwem z 1 stycznia 1938 i 4. lokatą w korpusie oficerów kawalerii. W kampanii wrześniowej 1939 walczył razem ze starszym bratem, ppor. Jerzym Bohdanem jako dowódca plutonu w szwadronie marszowym nr 1 Pomorskiej Brygady Kawalerii. Dostał się do niemieckiej niewoli. Przebywał w Oflagach: XI B i II C Woldenberg.
Absolwent Politechniki Warszawskiej. Współorganizator budowy Instytutu Elektrotechniki, od 1947 pracownik, a od 1958 jego dyrektor naczelny. Inicjator zbudowania Stacji Wielkich Mocy i działu techniki numerycznej z ośrodkiem obliczeniowym i własną maszyną cyfrową. Zajmował się także pracą naukowo-dydaktyczną w Katedrze Sieci i Układów Elektroenergetycznych Politechniki Warszawskiej. Z jego inicjatywy w 1949 zbudowano pierwszy w Polsce analizator sieciowy prądu stałego, pod jego kierunkiem dokonano obliczeń zwarciowych i następnie na analizatorze prądu zmiennego wykonano obliczenia rozpływów mocy, równowagi statycznej i dynamicznej układu energetycznego. Był on rzecznikiem nowoczesnych metod obliczeniowych w elektroenergetyce. Brał udział w pierwszych w Polsce zwarciowych próbach sieciowych, a także w opracowaniu koncepcji energetycznego układu zasilającego Warszawy. Opublikował wiele prac naukowych i artykułów.
Był członkiem Głównej Komisji Energetyki przy Komitecie Nauki i Techniki, wiceprzewodniczącym Komitetu Elektrotechniki PAN, członkiem rad naukowych Instytutu Elektrotechniki i Instytutu Energetyki, przewodniczącym Komitetu 13. Międzynarodowej Konferencji Wielkich Sieci Elektrycznych (CIGRE). Przewodniczący Sekcji Przemysłu Elektrotechnicznego SEP (1962–1964).
Zmarł 29 października 1964 w Warszawie, pochowany na cmentarzu Powązkowskim (kwatera D-6-13,14).

## Publikacje
- Zygmunt Skoczyński, Paweł J. Nowacki, Zwarcia w wysokonapięciowych układach elektroenergetycznych, Warszawa: PWT 1954.

## Ordery i odznaczenia
- Krzyż Kawalerski Orderu Odrodzenia Polski (1961)[1]
- Złoty Krzyż Zasługi (24 kwietnia 1954)[8]
- Medal 10-lecia Polski Ludowej (22 lipca 1955)[9]

## Nagrody
- Nagroda Państwowa II stopnia (zespołowa) za opracowanie analizatorów dla potrzeb energetyki (1952)[10]
- Nagroda Państwowa III stopnia za monografię pt. Zwarcia w wysokonapięciowych układach elektroenergetycznych[11]